# (42113) Jura
(42113) Jura (2001 AB49) – planetoida z pasa głównego asteroid okrążająca Słońce w ciągu 4,3 lat w średniej odległości 2,64 j.a. Odkryta 15 stycznia 2001 roku.